# Terremoto de Sichuan de 2008
El terremoto de Sichuan del 12 de mayo de 2008 sacudió al condado de Wenchuan, en la provincia de Sichuan, en China, a las 14:28:01 (hora local) y 06:28:01 (UTC). El sismo fue de magnitud 7.9
Sus sacudidas se dejaron sentir incluso en Pekín, Shanghái, a lo largo de la República Popular China y en la capital de Vietnam, Hanói. La ciudad más importante en cuanto a cercanía al epicentro es la de Chengdu.
Cinco colegios fueron aplastados por los derrumbes con los escolares dentro. 
Fue el segundo terremoto más desastroso de la historia de China, tras el terremoto de Tangshan de 1976, que provocó la muerte de unas 250.000 personas.

## Detalles del terremoto

### Epicentro

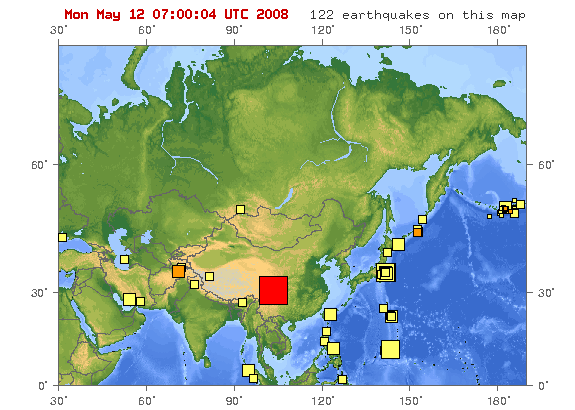
Mapa del epicentro según el USGS.

El epicentro se situó en el condado de Wenchuan, Ngawa Tibetana y Qiang, a 90 km al norte-oeste de Chengdu, produciéndose el temblor principal a las 14:28:01.1 CST (06:28:01.1 UTC), el lunes 12 de mayo de 2008. Los primeros reportes del terremoto reflejaron una magnitud de 8.0 en la escala de magnitud de momento. Se registraron cuarenta y seis réplicas principales, que se extendieron del 3,9 a 5 en la escala. Los modelos de rotura preliminares del terremoto muestran que las dimensiones de la falla que lo produjo son de aproximadamente 240 km X 20 km. Este terremoto generó deformaciones en la superficie de más de 3 metros y aumentó la probabilidad de ocurrencia de futuros eventos hacia el noreste y el suroeste.
Oficinistas en Chengdu aseguraron que "se produjo un temblor de dos o tres minutos".

## Muertes
| Región    | Región    | Muertes |
| --------- | --------- | ------- |
| Sichuan   | Mianyang  | 21.963  |
| Sichuan   | Ngawa     | 20.255  |
| Sichuan   | Deyang    | 17.120  |
| Sichuan   | Guangyuan | 4.821   |
| Sichuan   | Chengdu   | 4.276   |
| Sichuan   | Nanchong  | 30      |
| Sichuan   | Ya'an     | 28      |
| Sichuan   | Suining   | 27      |
| Sichuan   | Ziyang    | 20      |
| Sichuan   | Meishan   | 10      |
| Sichuan   | Bazhong   | 10      |
| Sichuan   | Garzê     | 9       |
| Sichuan   | Leshan    | 8       |
| Sichuan   | Neijiang  | 7       |
| Sichuan   | Dazhou    | 4       |
| Sichuan   | Liangshan | 3       |
| Sichuan   | Zigong    | 2       |
| Sichuan   | Luzhou    | 1       |
| Sichuan   | Guang'an  | 1       |
| Sichuan   | Total     | 68.612  |
| Gansu     | Gansu     | 365     |
| Shaanxi   | Shaanxi   | 122     |
| Chongqing | Chongqing | 18      |
| Henan     | Henan     | 2       |
| Guizhou   | Guizhou   | 1       |
| Hubei     | Hubei     | 1       |
| Hunan     | Hunan     | 1       |
| Yunnan    | Yunnan    | 1       |
| Total     | Total     | 69.227  |

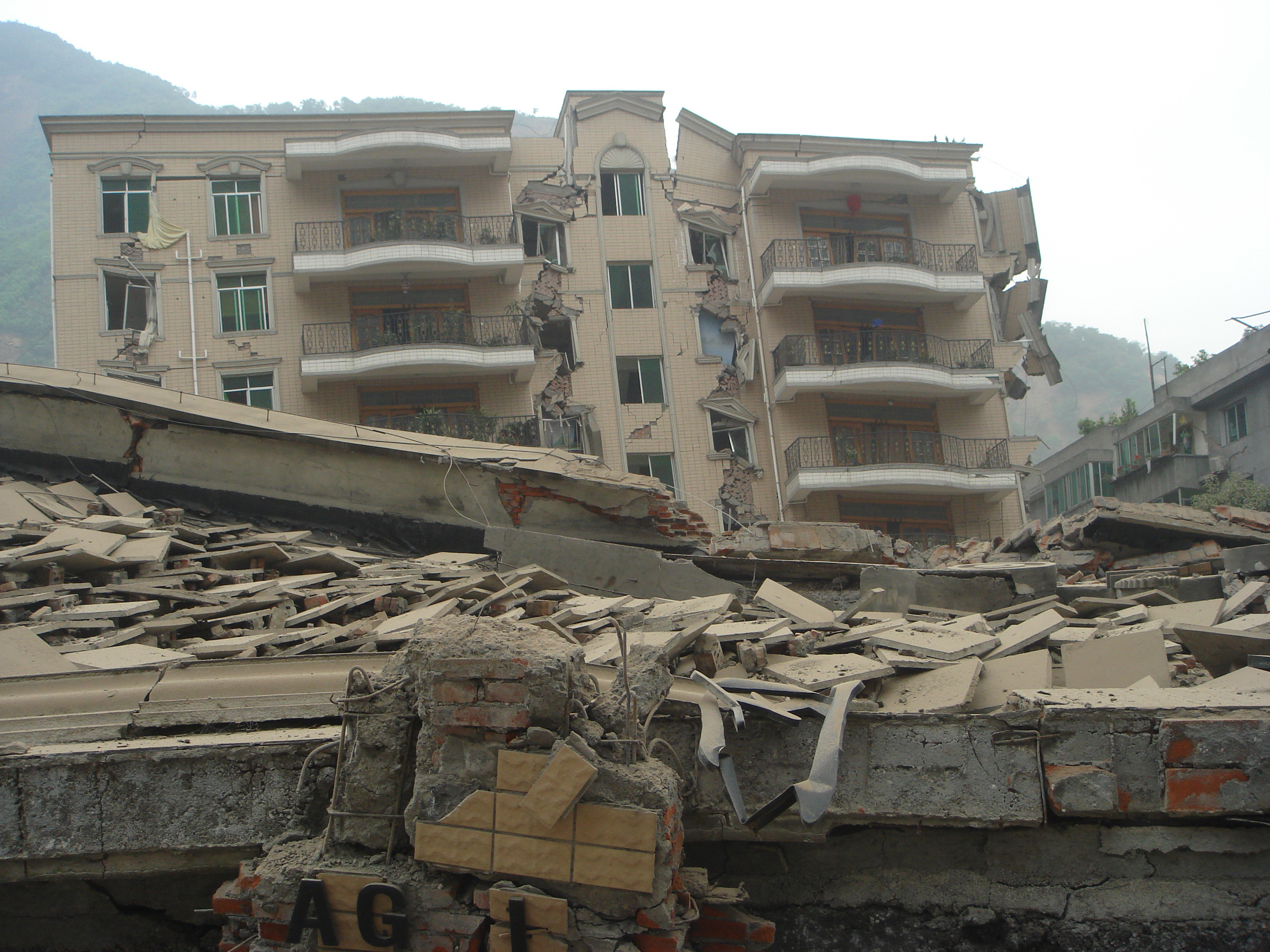
Estado de los edificios en Beichuan después del terremoto.

De acuerdo a oficiales del Estado chino, el terremoto produjo 69180 muertes confirmadas incluyendo 68636 en la provincia de Sichuan, 18.498 personas que fueron listadas como desaparecidas, y unos 375.000 heridos. Otras fuentes aseguran que dejó cerca de 90.000 personas muertas, mientras que el Gobierno chino estimó el coste del terremoto en 123.000 millones de dólares.